# Аврамије Чухломски
Авраам Чухломски (такође Галички, Городецки;? – 20. јул 1375) – светитељ Руске цркве, ученик Сергија Радоњешког. Поштован је као светитељ, помен: 20. јула (2. августа) и 23. јануара (5. фебруара).
Аврамије је живео у 14. веку. Најпре је био међу братијом Нижегородског пећинског манастира, а затим се преселио у Тројички манастир код светог Сергија Радоњешког и постао његов ученик. Касније се, са његовим благословом, Аврам повукао у кнежевину Галич-Мерск и почео да гради нове манастире. Основао је четири манастира у Чухломи и у Галицијској области Кострома, од којих два: Успенски манастир код Галича, Покровски манастир код Чухломе. У 18. веку сви ови манастири, осим Городецког, укинути су и постали парохијске цркве.
Аврам је умро у манастиру Городецки. Традиционално, његова смрт је датирана на 1375. годину. На основу чињенице да је у животу Аврамија кнез Јуриј Дмитријевич, који је у то време постао галицијски кнез тек 1389. године, именован за његовог савременика, Дмитриј Прилуцки и Евгениј Голубински приписују његову смрт каснијем времену. Житије монаха Авраамија саставио је у периоду од 1548-1553 године городски игуман Протасије на основу старих монашких записа о њему.
У перииоду од 1608-1631. изграђена је камена Покровска катедрала над моштима Аврамијевим. Над њима је 1896. године постављена сребрна светиња. Конфискована је 1922. године, али саме мошти нису отворене.